# ایدئولوژی مسلط
ایدئولوژی مسلط (به انگلیسی: Dominant ideology) در فلسفه مارکسیستی به نگرشها، باورها، ارزشها و اخلاقیات مشترک اکثریت مردم در یک جامعه معین اشاره می‌کند. به عنوان مکانیسم کنترل اجتماعی، ایدئولوژی مسلط چارچوب‌ها و اینکه چگونه اکثریت مردم در مورد ماهیت جامعه، جایگاه آنها در جامعه و ارتباط آنان با یک طبقه اجتماعی فکر می‌کنند.
کارل مارکس و فریدریش انگلس در کتاب «ایدئولوژی آلمانی» (۱۸۴۵) نوشته‌اند: «ایده‌های طبقهٔ حاکم، در هر عصری، ایده‌های حاکم هستند» که برای هر طبقه اجتماعی در خدمت منافع طبقه حاکم اعمال می‌شود. در پراکسیس انقلابی شعار: «ایدئولوژی غالب، ایدئولوژی طبقه مسلط است» کارکرد ایدئولوژی را به عنوان مبنایی برای انقلاب خلاصه می‌کند.
در جامعه سرمایه‌داری و بورژوایی، رویه انقلابی مارکسیستی به دنبال دستیابی به شرایط اجتماعی و سیاسی است که طبقه حاکم را از نظر سیاسی نامشروع سازد به این ترتیب، لازمه موفقیت، فروپاشی نظام تولید سرمایه‌داری است. سپس، ایدئولوژی طبقه کارگر تسلط اجتماعی، سیاسی و اقتصادی را ایجاد می‌کند تا پرولتاریا (طبقه کارگر شهری و دهقانان) به عنوان طبقه مسلط جامعه، قدرت (سیاسی و اقتصادی) را به دست گیرند.
در نظریه غیرمارکسیستی، ایدئولوژی مسلط به معنای ارزش‌ها، باورها و اخلاقیات مشترک اکثریت اجتماعی است که نحوه تفکر اکثر مردم در مورد جامعه خود را مشخص می‌کند و بنابراین، تا جایی که ممکن است می‌تواند در خدمت منافع طبقه حاکم باشد یا نباشد. پس، میزان تسلط مؤثر یک ایدئولوژی مسلط بر افکار جمعی اجتماعی در طی مدت تسلط آن بر جامعه، ممکن است کاهش یا افزایش یابد.

## مارکسیسم
کنترل اجتماعی که از طریق دستکاری ایدئولوژیک جنبه‌های فرهنگ مشترک یک جامعه - مذهب و سیاست، فرهنگ و اقتصاد و غیره - برای تبیین و توجیه وضع موجود به نفع طبقه سیاسی مسلط (حاکم) اعمال می‌شود، مربوط به عصر روشنگری، در سده ۱۸ است. چنین روشی از کنترل اجتماعی از نظر مفهومی از دروغ نجیب ارائه شده توسط افلاطون نشأت می‌گیرد که برای ثبات اجتماعی یک جمهوری سه طبقه اجتماعی لازم بود. در کتاب 3 (414e–15c) از جمهور، افلاطون دروغ نجیب ("gennaion pseudos"، γενναῖον ψεῦδος) را در داستانی تخیلی ارائه می‌کند که در آن سقراط منشأ جامعه طبقه‌بندی شده اجتماعی را ایجاد و توجیه می‌کند:
... زمین به عنوان مادرشان آنها را به دنیا آورد و اکنون که گویی سرزمینشان مادر و پرستارشان است باید به فکر او باشند و در برابر هر حمله ای از او دفاع کنند و به دیگری توجه کنند. شهروندان به عنوان برادران خود و فرزندان همان زمین… در حالی که همه شما در شهر برادر هستید، ما در داستان خود خواهیم گفت، اما خدا، در شکل‌دادن به کسانی از شما که شایسته حکومت هستند، آمیخته شده‌است. طلا در نسل خود، به همین دلیل آنها گرانبهاترین هستند - اما در یاوران، نقره، و آهن و برنج در کشاورزان و سایر صنعتگران.
و از آنجایی که همه شما شبیه هم هستید، اگرچه در بیشتر موارد پس از همنوعان خود پرورش خواهید یافت، ممکن است گاهی اوقات اتفاق بیفتد که یک پدر طلایی یک پسر نقره ای به دنیا بیاورد، و یک فرزند طلایی از یک پدر نقره ای باشد، و بقیه به همین ترتیب، از یکدیگر متولد خواهند شد. به طوری که اولین و اصلی‌ترین دستوری که خدا بر فرمانروایان می‌گذارد این است که از هیچ چیز دیگری نگهبانان محتاط باشند و چنان با دقت مراقب آمیختگی این فلزات در روح فرزندانشان باشند و اگر پسرانی به دنیا بیایند. آنها با تزریق برنج یا آهن به هیچ وجه در رفتار با آنها ترحم نخواهند کرد، بلکه باید به هر یک از آنها موقعیتی را که طبیعتش دارند اختصاص دهند و آنها را در میان صنعتگران یا کشاورزان بیرون برانند.

و باز، اگر از اینها پسری با طلا یا نقره غیرمنتظره در ترکیب او به دنیا بیاید، آنها را گرامی می‌دارند و به آنها می‌خواهند که بالاتر بروند، برخی به سمت وصی، برخی به سمت معاونت، به این ادعا که فحشی وجود دارد که آنگاه شهر واژگون خواهد شد که مرد آهنین یا برنجی نگهبان آن باشد.
تا سده نوزدهم، کارل مارکس چنین تسلط فرهنگی طبقه حاکم را با اصطلاح ایدئولوژی مسلط توصیف می‌کند که وضعیت موجود اجتماعی (مذهبی و سیاسی، اقتصادی و فرهنگی) را توصیف می‌کند که ویژگی سرمایه‌داری سده نوزدهم بود. به این ترتیب، نظریه فلسفی مارکسیستی دو مدل مفهومی عمدی و خودانگیخته را برای توصیف کارکرد (های) اجتماعی ایدئولوژی مسلط پیشنهاد می‌کند:
(i) عمدی
ایدئولوژی عمداً توسط روشنفکران بورژوازی و خرده بورژوا ساخته می‌شود که سپس توسط رسانه‌های ارتباط جمعی (مکتوب، رادیو، تلویزیون، سینما، اینترنت) از اینرو، چون بورژوازی مالک رسانه‌های ارتباطی است، به عنوان یک طبقه اجتماعی، می‌تواند انتخاب کند، تعیین کند و مفاهیم اقتصادی، اجتماعی و فرهنگی را که «وضعیت موجود» را تشکیل می‌دهند، منتشر کنند، که ایدئولوژی (دکترین‌های رسمی) هستند که به عنوان طبقه حاکم جامعه در خدمت منافع آنها هستند. علاوه بر این، از آنجایی که طبقه کارگر فاقد رسانه‌های ارتباط جمعی است، تحت تأثیر سلطه فرهنگی بورژوازی قرار گرفته‌است و چون روشنفکری از خود ندارد، جهان‌بینی تحمیلی بورژوازی را می‌پذیرد ('Weltanschauung) که بنابراین یک آگاهی کاذب اقتصادی استثمار توسط طبقات بالا را تشکیل می‌دهد. با آن آگاهی کاذب طبقه کارگر استقلال اجتماعی، سیاسی، اقتصادی و فرهنگی خود را به عنوان یک طبقه اجتماعی از دست می‌دهد.
(ii) خود به خودی
ایدئولوژی به‌طور خود به خود به عنوان بیانی از ساختار مادی موجود جامعه معین در هر طبقه اجتماعی یک جامعه سرچشمه می‌گیرد. مردان و زنان هر طبقه اجتماعی (بالا، متوسط، پایین) بر اساس تجربیات خود از زندگی اجتماعی، درک فکری خود را از جامعه می‌سازند و از آنجا که تجارب اجتماعی آنها عمدتاً از روابط اجتماعی سرمایه‌داری است، ایدئولوژی مشترک (مسلط) تمایل دارد هنجارهای یک جامعه سرمایه‌داری را منعکس کند. از اینرو، محتوای گزارش یک روزنامه را نه تعصبات اجتماعی - اقتصادی و سیاسی ناشر بلکه «وضع موجود» اجتماعی تعیین می‌کند. روایت اجتماعی که مورد باور ناشر و خوانندگان روزنامه است.

## انتقاد
در نظریه مارکسیستی، یکی از طبقات اجتماعی جامعه زمانی به طبقه حاکم تبدیل می‌شود که نیروی مترقی اجتماعی به اندازه کافی قدرتمند باشد و با حمایت مردمی سایر طبقات اجتماعی بتواند طبقه حاکم پیشین را سرنگون کند. برای مثال، انقلابهای بزرگ قرن‌های ۱۷ و ۱۸ به این دلیل اتفاق افتاد که بورژوازی پرچمدار پیشرفت اجتماعی، طبقه جهانی شده بود. بورژوازی به تدریج شروع به از دست دادن شخصیت مترقی خود کرد و پس از به قدرت رسیدن به‌طور فزاینده‌ای ارتجاعی شد (چون بجای جستجوی پیشرفت اجتماعی بیشتر، شروع به پشتیبانی و حفظ وضع موجود کرد)
به عنوان نتیجه، ایدئولوژی مسلط ممکن است حاوی ترکیبی از عناصر اجتماعی پیشرو و  پسرو باشد؛ بنابراین، مارکسیستها «همه» و «هر» چیزی را رد نمی‌کنند که مربوط به ایدئولوژی مسلط سرمایه‌داری باشد بلکه با عناصر مترقی آن موافق بوده و عناصر واپس‌گرای آن را نقد می‌کنند. به عبارت دیگر، نقدهای مارکسیستی از ایدئولوژی مسلط سرمایه‌داری معمولاً رد محتوای آنها نیست بلکه شکل محدودکننده و سرمایه‌داری آنهاست.
طبقه کارگر در سازماندهی به عنوان اتحادیه‌های کارگری نوع متفاوتی از روابط اجتماعی را در یک جامعه سرمایه‌داری تجربه کرده و بیان می‌کند زیرا چنین دیدگاه ایدئولوژیکی مشروعیت فکری و اجتماعی سرمایه‌داری را با زیر سؤال بردن اعتبار نحوه سازماندهی جامعه و بنابراین نحوه عملکرد آن به چالش می‌کشد. استقرار موفقیت‌آمیز ایدئولوژی طبقه کارگر (جهان‌بینی) بیانگر یک رویکرد جمعی برای درک و حل مسایل اجتماعی - اقتصادی، سیاسی و فرهنگی طبقه کارگر است؛ بنابراین، با استفاده از چنین آگاهی طبقاتی جنینی، یک ساختار مادی جدید، در یک جامعه سرمایه‌داری، به پایگاه ایدئولوژی جدیدی تبدیل می‌شود که منافع کارگران را بیان می‌کند - و در تضاد با وضع موجود سلطه فرهنگی بورژوایی است که توسط ایدئولوژی مسلط طبقه حاکم سرمایه‌دار پیشنهاد و ایجاد شد.